# Hymenophyllum falklandicum
Hymenophyllum falklandicum là một loài thực vật có mạch trong họ Hymenophyllaceae. Loài này được Baker mô tả khoa học đầu tiên.